# Euniphysa oculata
Euniphysa oculata är en ringmaskart som beskrevs av Wu och Sun in Wu 1979. Euniphysa oculata ingår i släktet Euniphysa och familjen Eunicidae. Inga underarter finns listade i Catalogue of Life.